# شاهدخت یوشیکو
شاهدخت یوشیکو (به ژاپنی: 吉子女王 Yoshiko) تیهو-این; ۲۸ اکتبر ۱۸۰۴ – ۲۷ ژانویهٔ ۱۸۹۳) کوچک‌ترین دختر شاهزاده آریسوگاوا از شاخه آریسوگاوا نو میا، همسر توکوگاوا ناری‌آکی و مادر توکوگاوا یوشینوبو آخرین شوگون از شوگون‌سالاری توکوگاوا بود. نام پس از مرگ او بونمئی فوجین (文明夫人) بود.

## زندگی
در سال ۱۸۲۰، یک سال پس از آنکه توکوگاوا ناری‌آکی به مقام فرمانروایی رسید، با یوشیکو ازدواج کرد. اگرچه او دوازدهمین شاهزاده خانم و کوچک‌ترین دختر شاهزاده آریسوگاوا بود، اما ۲۷ سال داشت که در آن زمان بسیار مسن برای اولین ازدواج محسوب می‌شد.
شاید خود او از این موضوع آگاه بود، زیرا به مادر شوهرش، مینه هیمه، گفت: «من پیر هستم و ممکن است نتوانم بچه‌دار شوم، بنابراین می‌خواهم ناری‌آکی برای من زن غیراصلی بگیرد.»
با وجود چنین نگرانی‌هایی، توکوگاوا ناری‌آکی، در سال ۱۸۳۲، یک سال پس از ازدواجشان، پسر بزرگشان، توکوگاوا یوشی‌آتسو، به دنیا آمد. آنها همچنین صاحب سه پسر و یک دختر، پسر دوم، جیرومارو، دختر پنجم، ایهیمه و پسر هفتم، توکوگاوا یوشینوبو، شدند. یوشینوبو زمانی به دنیا آمد که یوشیکو ۳۳ ساله بود. ناری‌آکی همچنین از زنان عیر اصلی‌اش بسیاری نیز فرزند داشت و در طول زندگی خود پدر ۳۷ فرزند شد.
یوشیکو، مادر یوشینوبو، به عنوان همسری خردمند، ماهر در شعر و خوشنویسی واکا و همچنین ماهر در استفاده از ناگیناتا، بسیار مورد احترام بود.